# Église de l'Immaculée-Conception de Lija
L'église de l'Immaculée-Conception est une église catholique située à Lija, à Malte.

## Historique
Construite en 1647, elle fait partie d'un bénéfice ecclésiastique.